# Asror Gafurov
Asror Gafurov (* 30. Januar 1995 in Surxondaryo) ist ein usbekischer Fußballspieler.

## Karriere
Gafurov begann seine Karriere bei Pakhtakor Tashkent, bei dem er zuvor auch in dessen Jugend gespielt hat. In 49 Spielen erzielte der Mittelfeldspieler sechs Tore und bereitete 13 weitere vor. In der Winterpause der Saison 2014/15 wurde der dribblestarke Spieler von Manisaspor verpflichtet. Nach dem Abstieg von Manisaspor verließ Gafurov den Verein.